# Korallenbäume
Die Korallenbäume (Erythrina) sind eine Pflanzengattung in der Unterfamilie der Schmetterlingsblütler (Faboideae) innerhalb der Familie der Hülsenfrüchtler (Fabaceae).

## Beschreibung

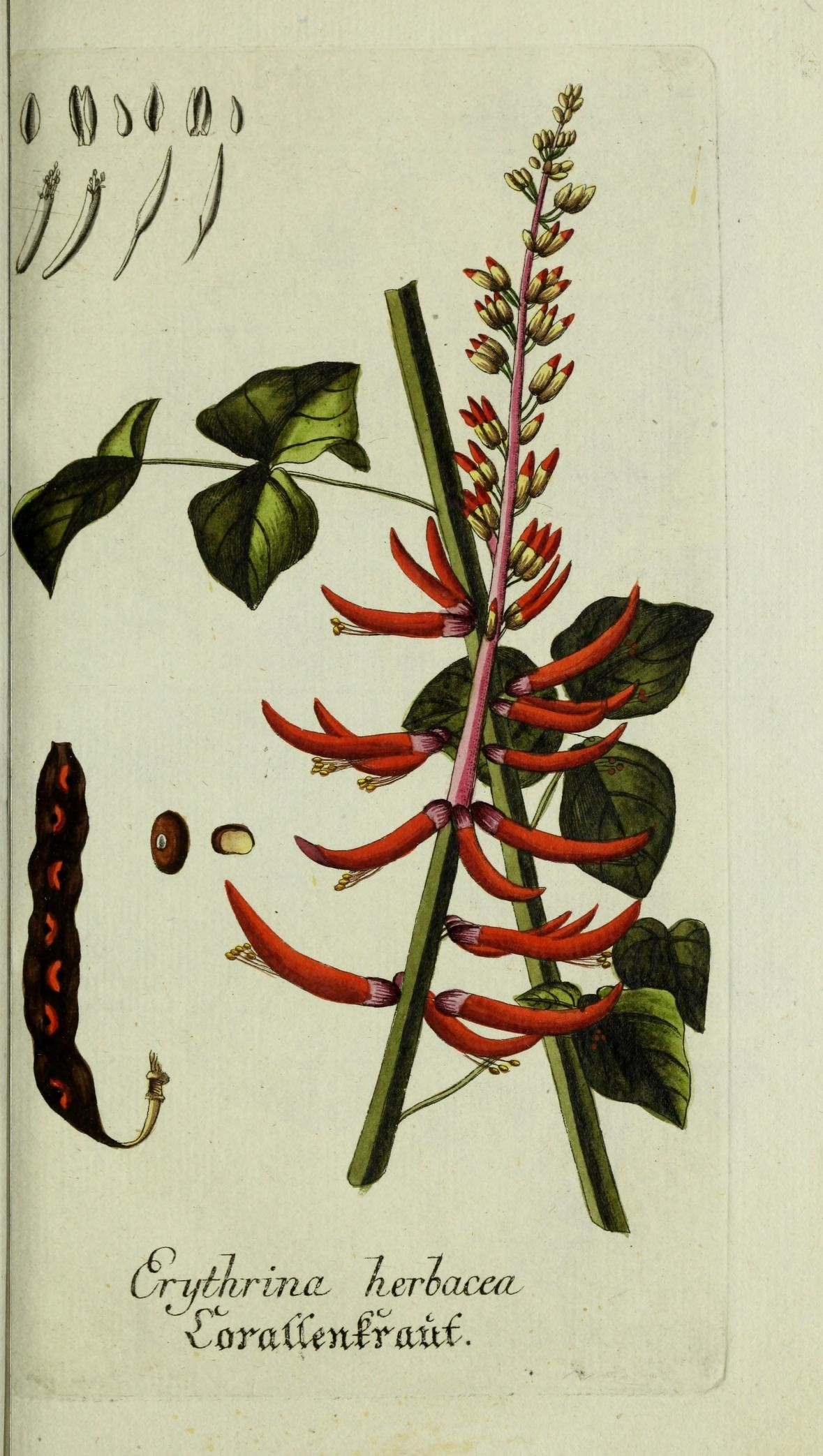
Illustration von Erythrina herbacea aus Plantarum indigenarum et exoticarum icones ad vivum coloratae, oder, Sammlung nach der Natur gemalter Abbildungen inn- und ausländischer Pflanzen, für Liebhaber und Beflissene der Botanik

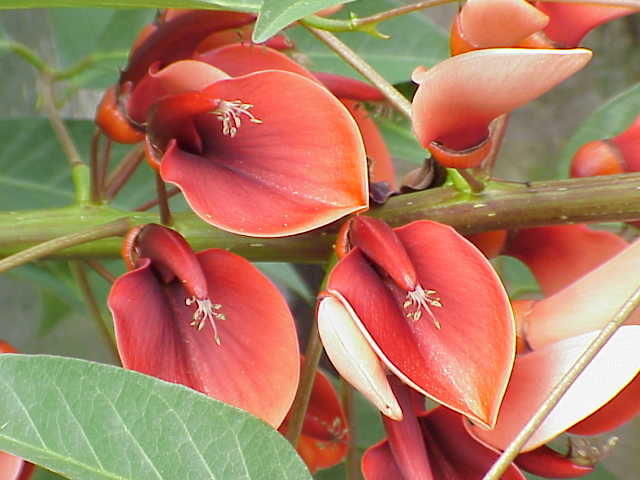
Blüten des Gewöhnlichen Korallenbaums (Erythrina crista-galli)

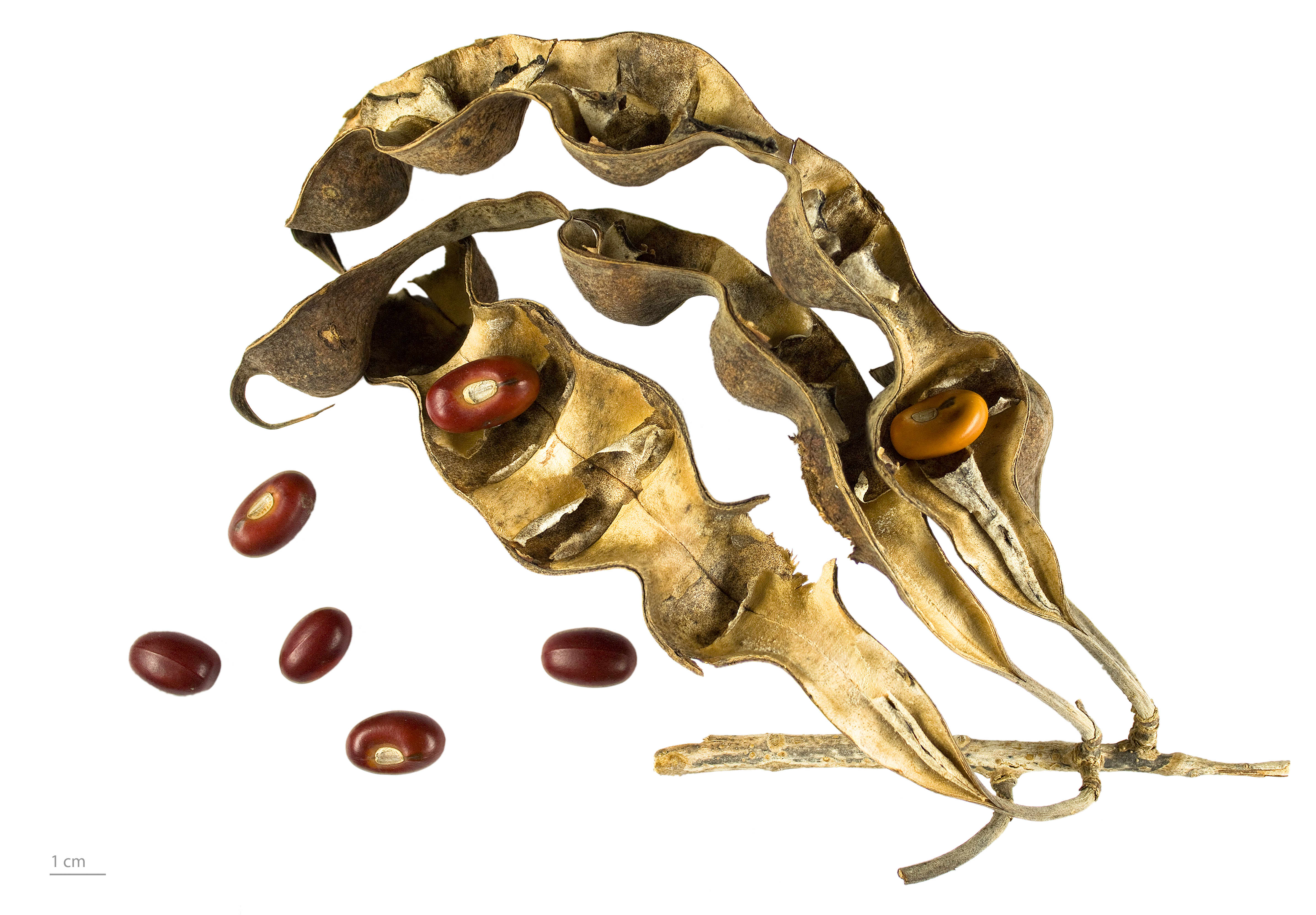
Früchte und Samen von Erythrina flabelliformis

### Vegetative Merkmale
Erythrina-Arten sind meist verholzende Pflanzen, die meist als Bäume, seltener Sträucher oder Halbsträucher wachsen oder es sind ausdauernde krautige Pflanzen. Die unterirdischen Pflanzenteile können angeschwollen oder knollig und manchmal sukkulent sein und manchmal sind die Stämme sukkulent angeschwollen. Die Stämme sind oft mit sichelförmigen oder konischen Stacheln bewehrt.
Die wechselständig angeordneten Laubblätter sind in Blattstiel und -spreite gegliedert. Die Blattspreiten sind immer in dreiteilig unpaarig gefiedert. Die Fiederblätter sind relativ groß, wobei die Endfiedern meist größer sind als die Seitenfiedern. Die relativ kleinen Nebenblätter können haltbar oder früh abfallend sein. Die winzigen Nebenblättchen sind meist fleischig oder drüsig und fallen früh ab.

### Generative Merkmale
Die end- oder seitenständigen, traubenartigen Blütenstände enthalten viele Blüten in Dreier-Gruppen über behaarten, hinfälligen Hochblättern. Die Blütenstiele sind im oberen Bereich verdickt.
Die relativ großen, zwittrigen Blüten sind zygomorph und fünfzählig mit doppelter Blütenhülle. Die fünf Kelchblätter sind zu einer Röhre mit sehr variabler Gestalt verwachsen. Die meist roten bis orangefarbenen Blütenkronen weisen die typische Form von Schmetterlingsblüten auf. Die Fahne ist zusammengelegt, sichelförmig, länglich oder gerundet und umschließt beim Aufblühen meist die inneren Blütenteile. Die Flügel sind sichelförmig. Die Flügel sind viel kleiner als das Schiffchen. Die zwei Kronblätter des Schiffchens sind verwachsen oder auch frei. Die zehn Staubfäden, die manchmal teilweise mit der Fahne verwachsen sind, stehen in ein oder zwei Gruppen. Das einzige Fruchtblatt ist gestielt, dicht behaart und meist länglich oder spindelförmig. Der schlanke, lange, kahle Griffel ist nach innen gekrümmt und endet in einer kopfigen Narbe.
Die gestielten, ganz oder teilweise verholzende Hülsenfrucht reißen bei Reife an einer Naht auf und enthalten einige Samen. Die roten oder braunen Samen sind ellipsoidal und glatt. Das Hilum ist seitlich.

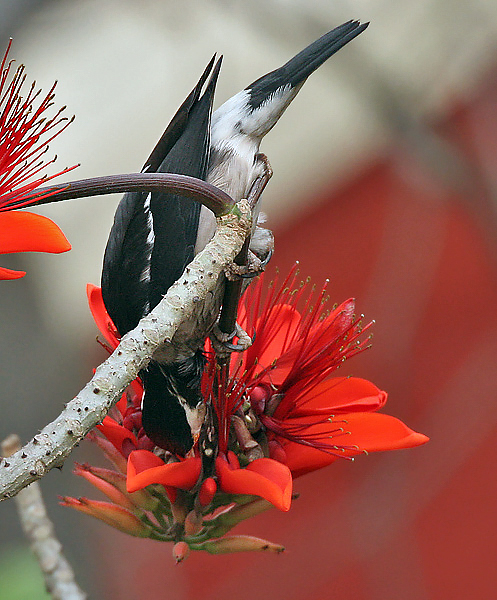
Gracupica contra als Blütenbesucher am Indischen Korallenbaum (Erythrina variegata) im indischen Kolkata

## Ökologie
Eine Bestäubung findet (vorwiegend) durch Vögel statt.

## Systematik und Verbreitung

### Taxonomie
Die Gattung Erythrina wurde 1753 durch Carl von Linné in Species Plantarum, Tomus II, S. 706 aufgestellt. Der botanische Gattungsname Erythrina leitet sich vom altgriechischen Wort ερυθρος erythros für „rot“ ab und bezieht sich auf die bei den meisten Arten der Gattung roten Blütenkronen. Als Lectotypus-Art wurde 1924 Erythrina corallodendron L. durch N. L. Britton und P. Wilson in Scient. Surv. Porto Rico 427 festgelegt.

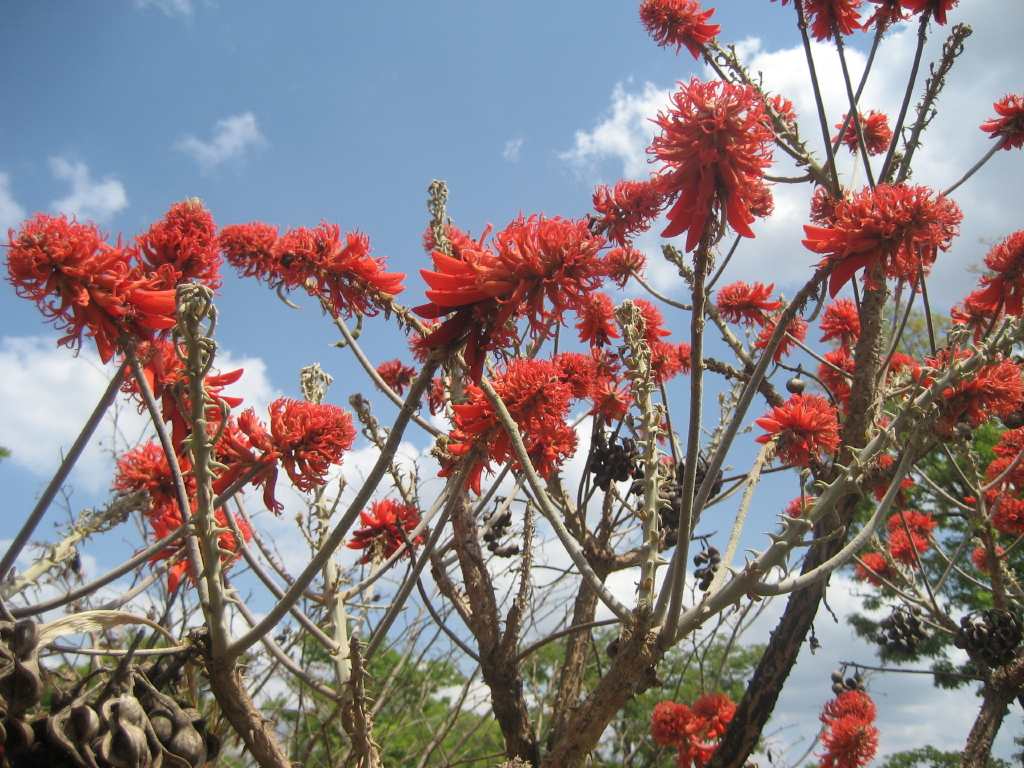
Erythrina abyssinica

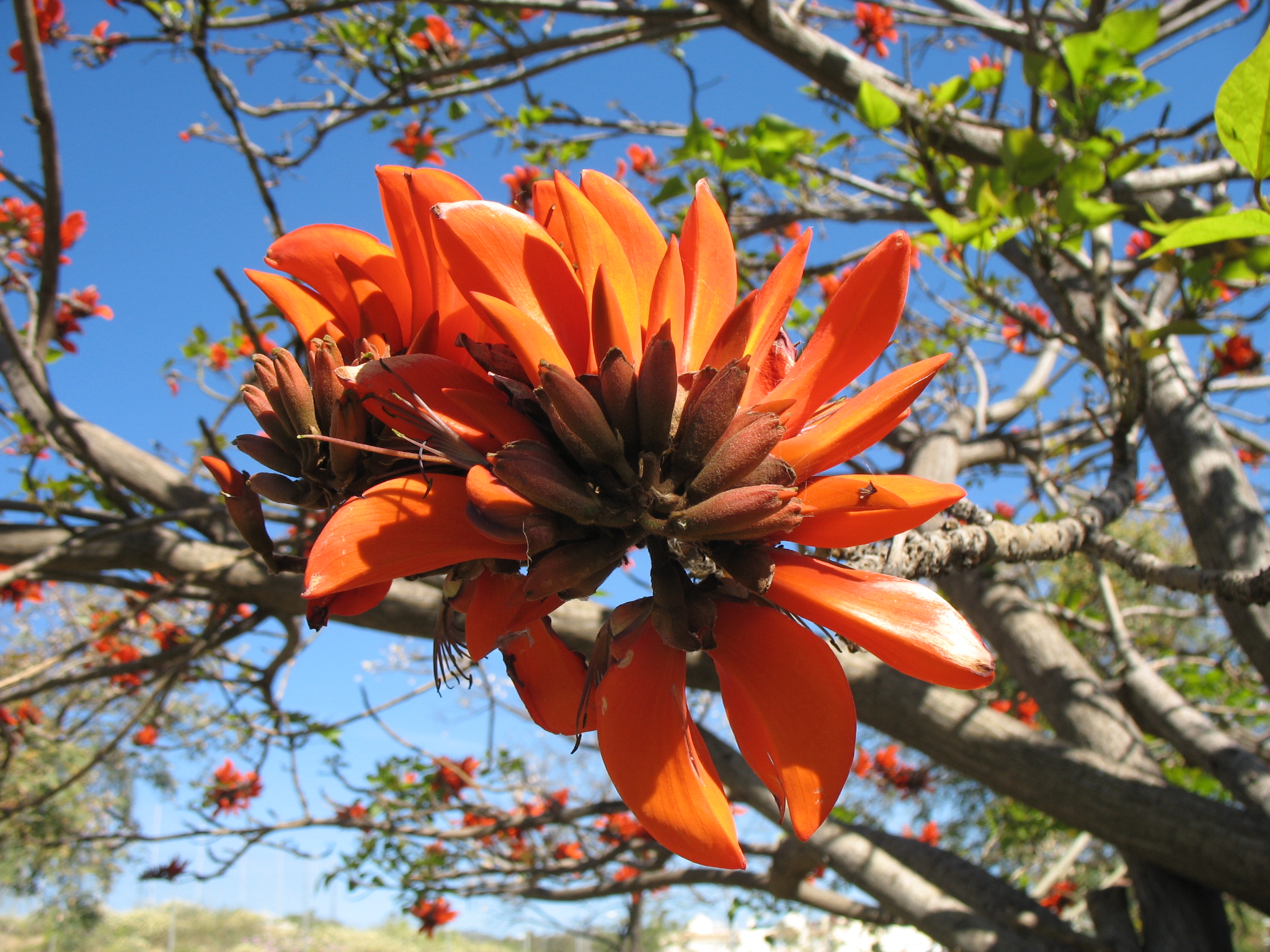
Blütenstand des Kap-Korallenbaums (Erythrina afra)

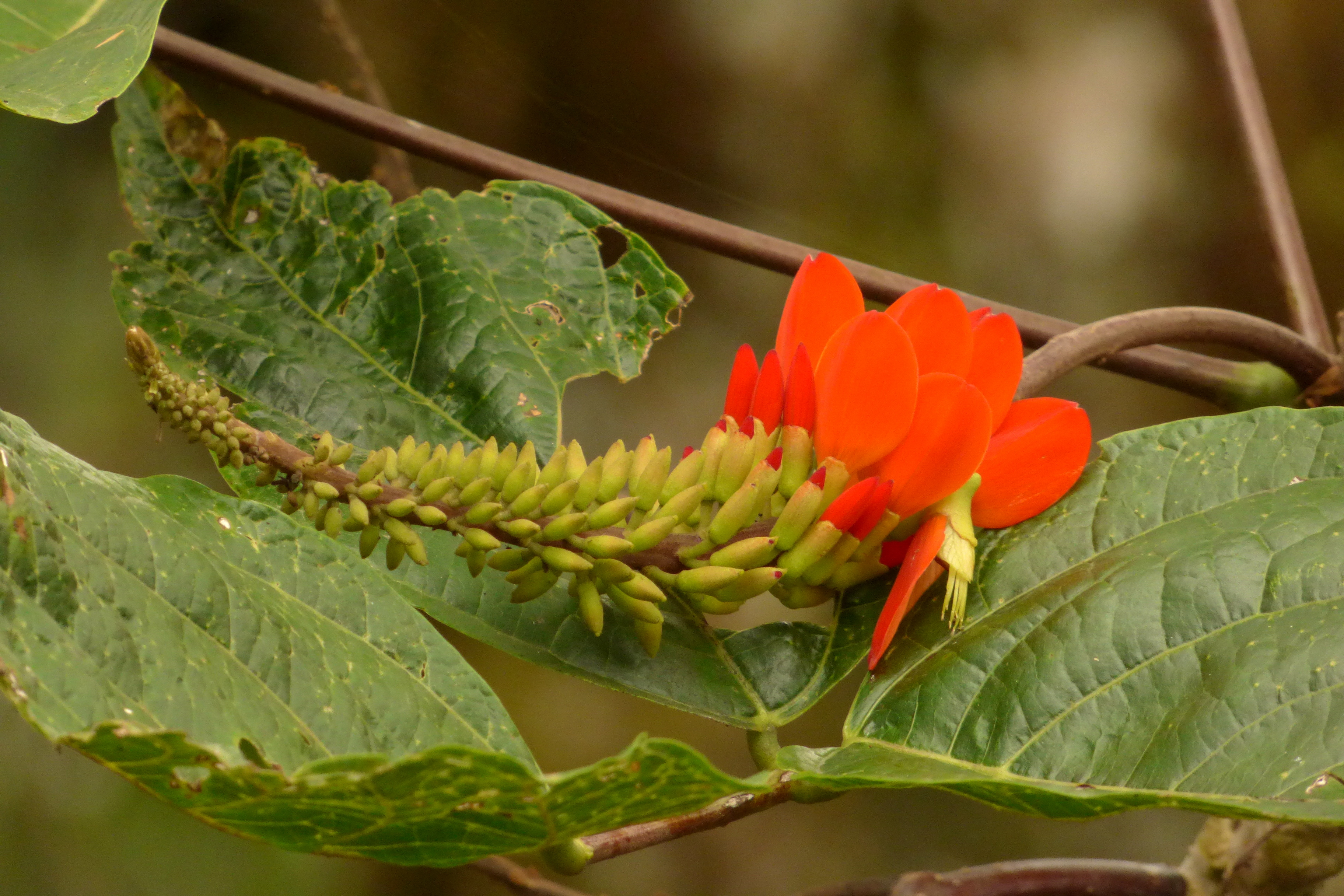
Erythrina edulis

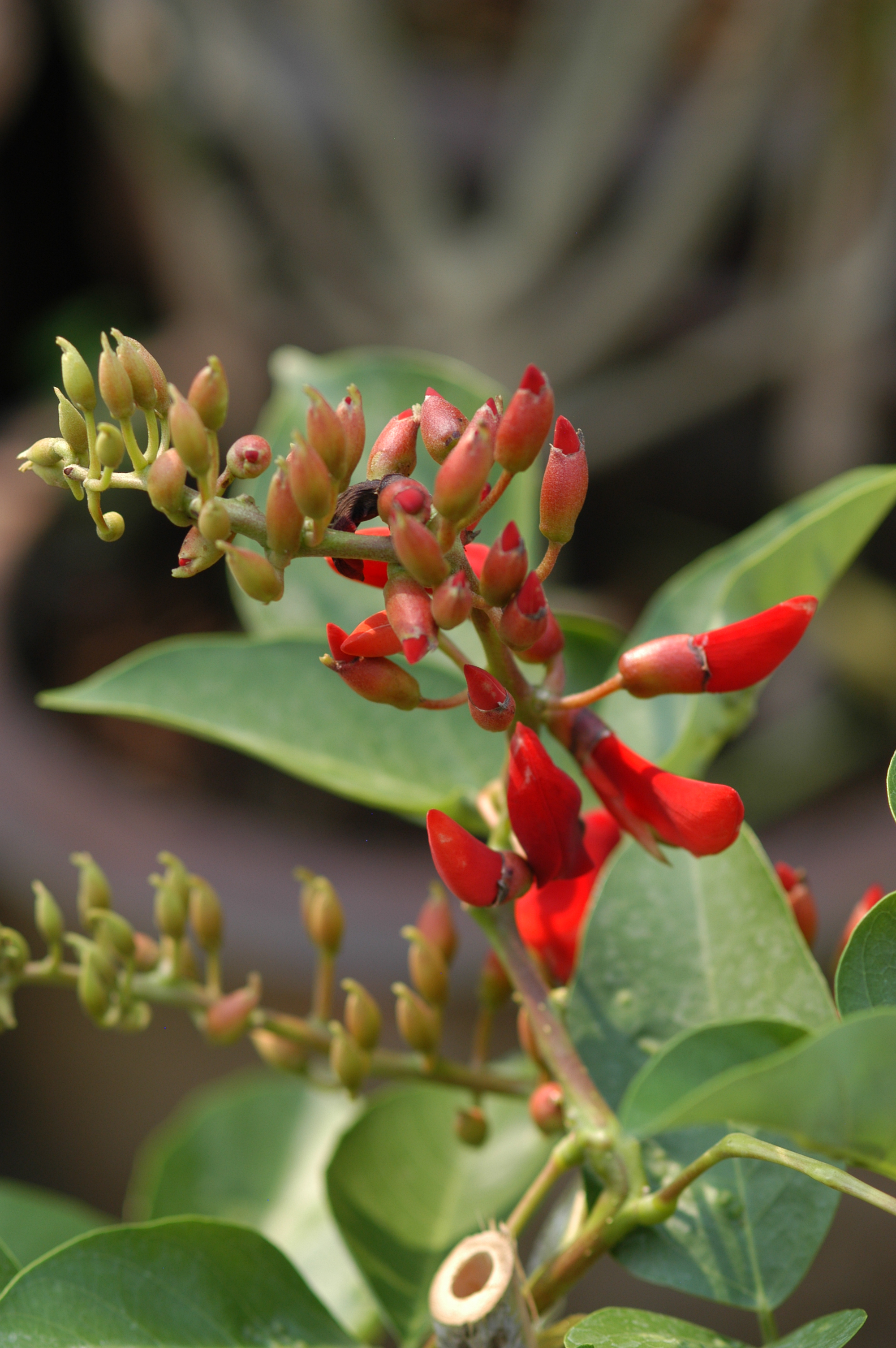
Erythrina fusca

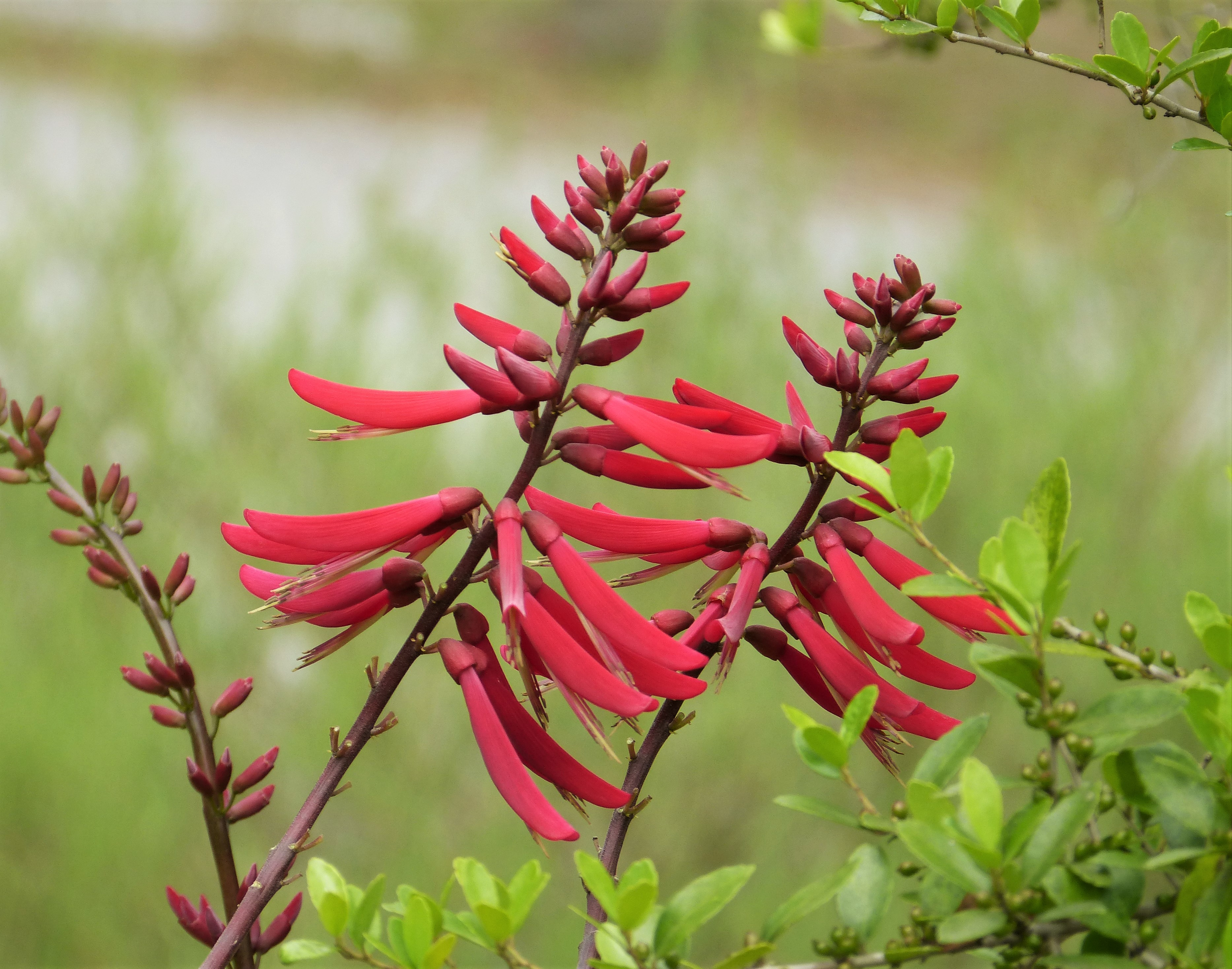
Erythrina herbacea

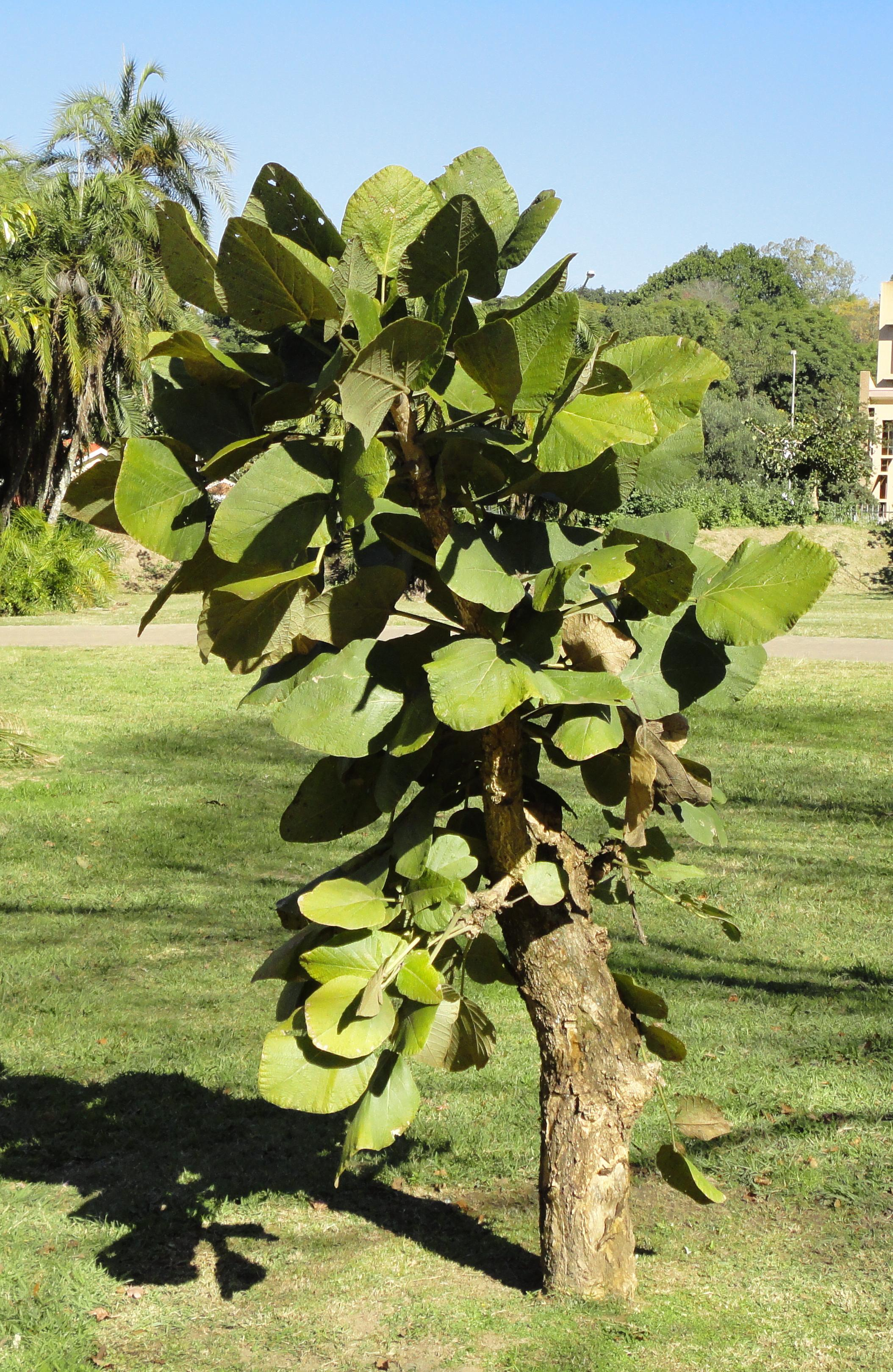
Erythrina latisima

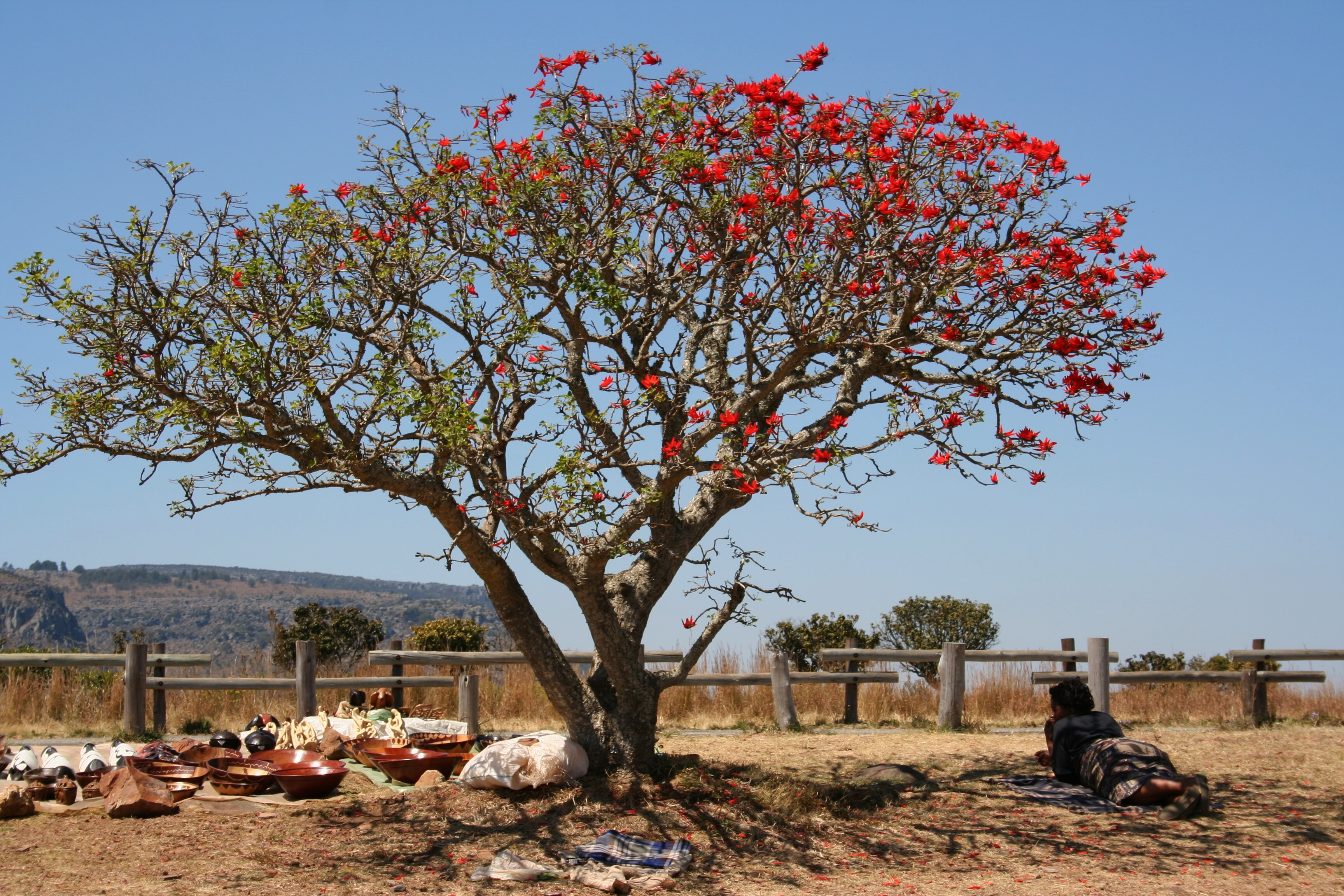
Erythrina lysistemon

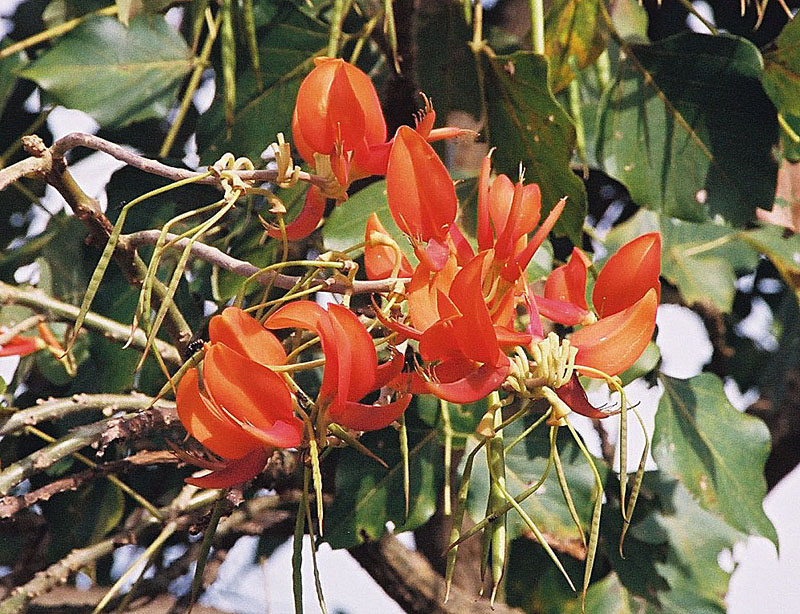
Erythrina poeppigiana

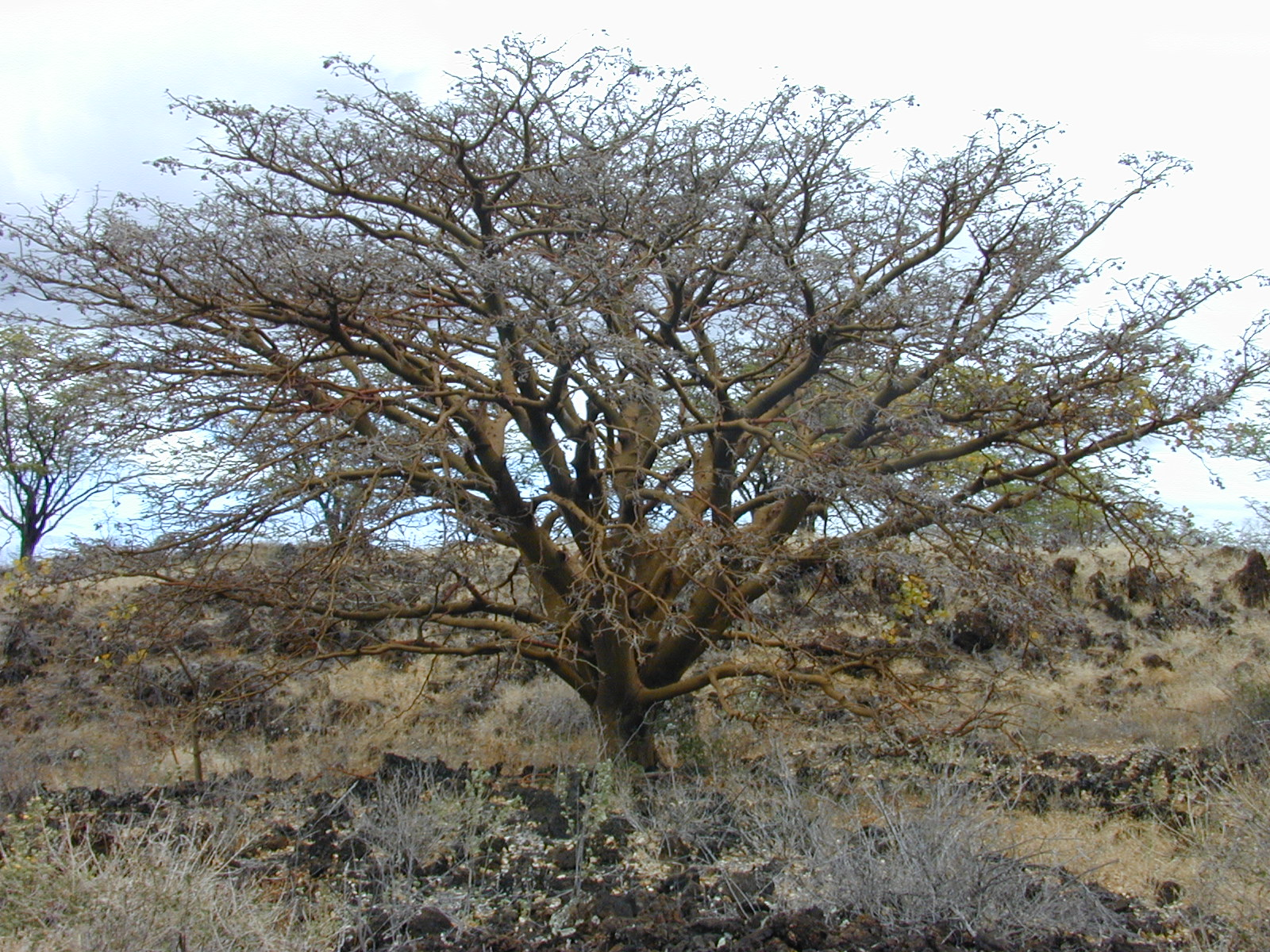
Wiliwili (Erythrina sandwicensis)

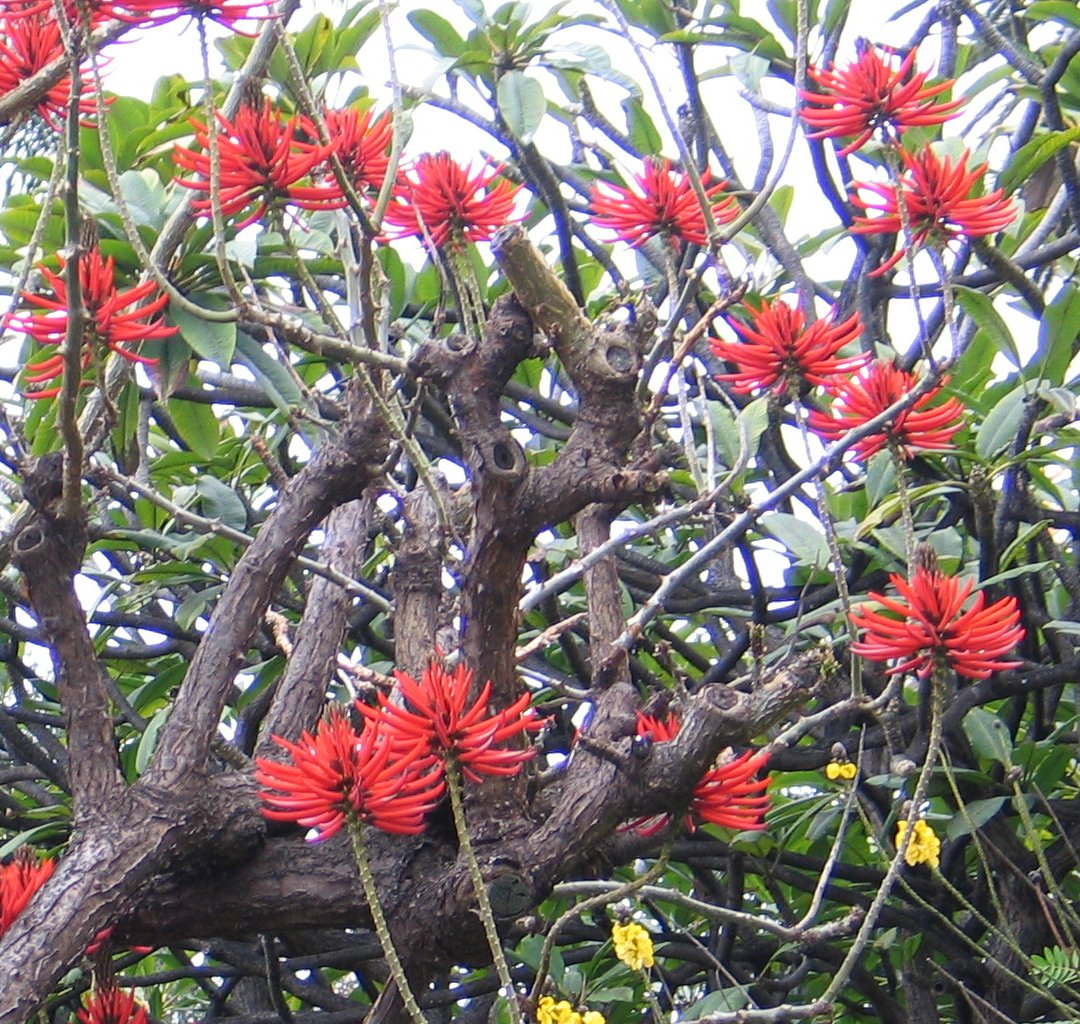
Erythrina speciosa

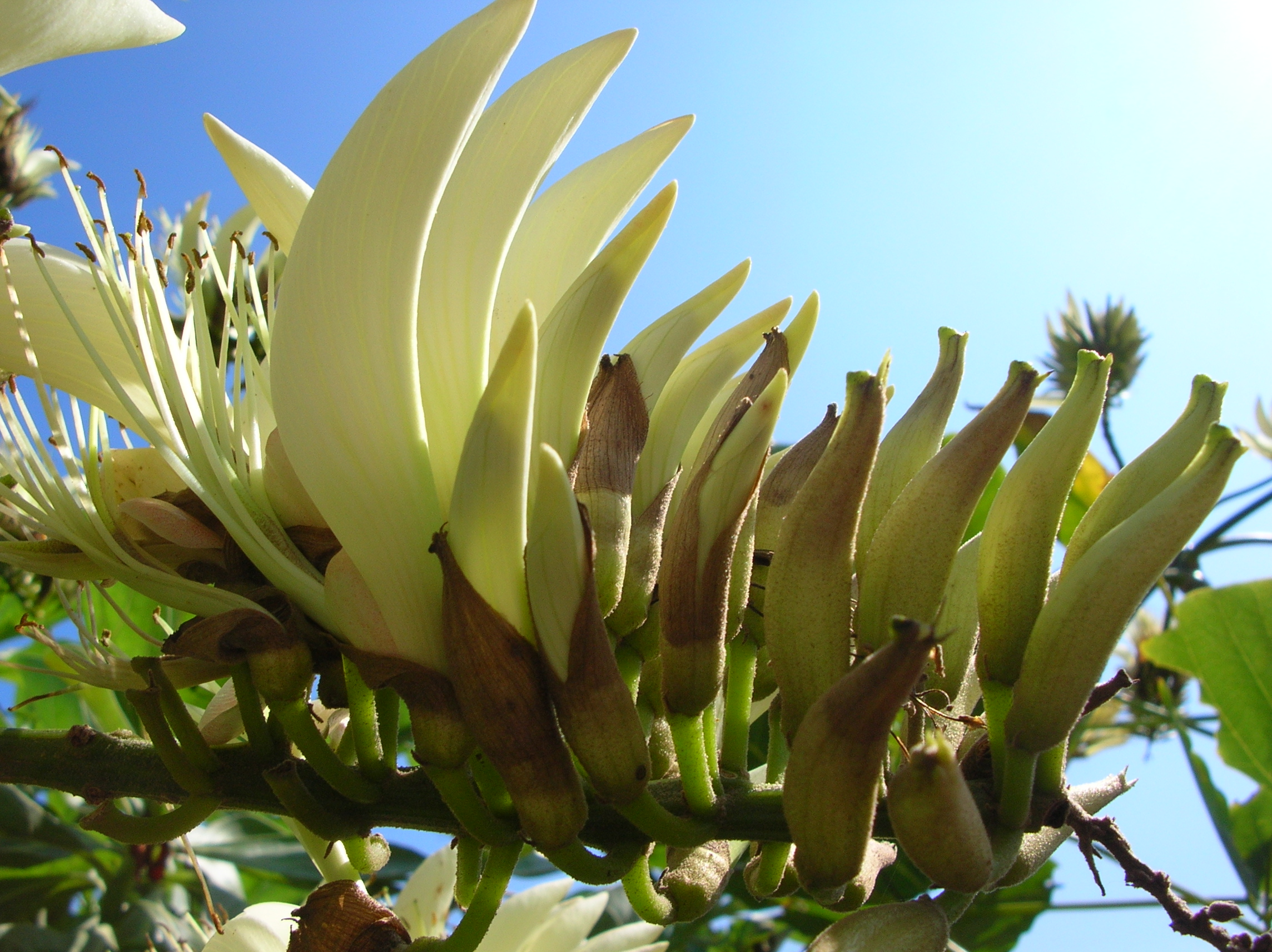
Blüten des Indischen Korallenbaums (Erythrina variegata var. alba)

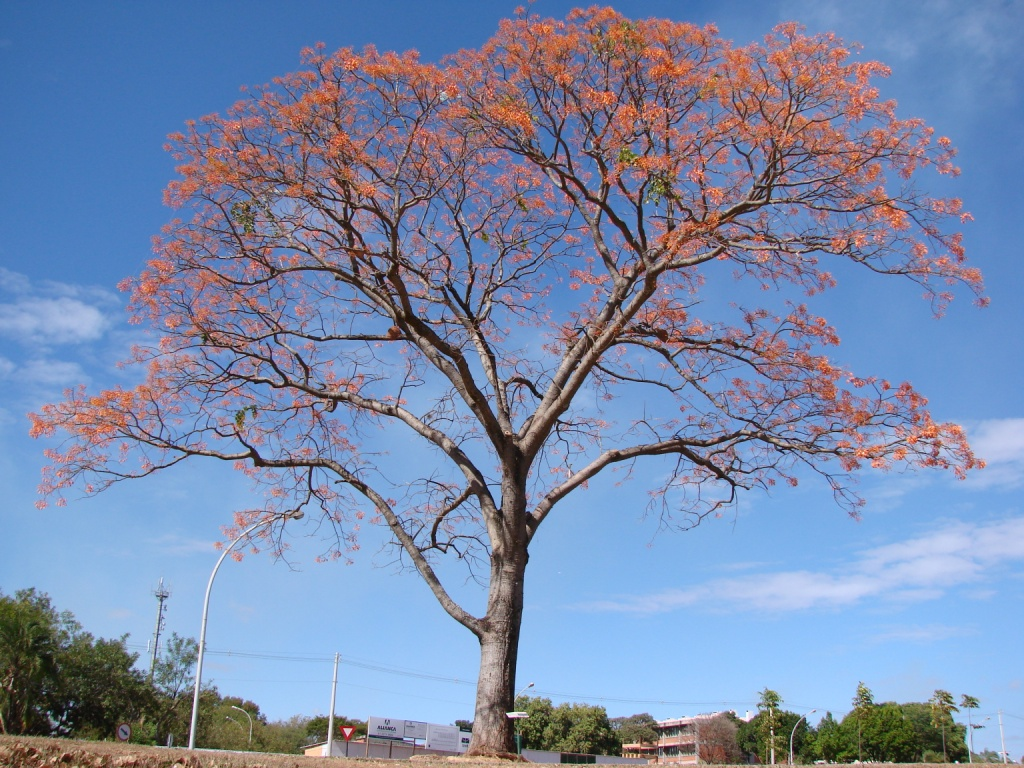
Habitus von Erythrina verna in der Trockenzeit

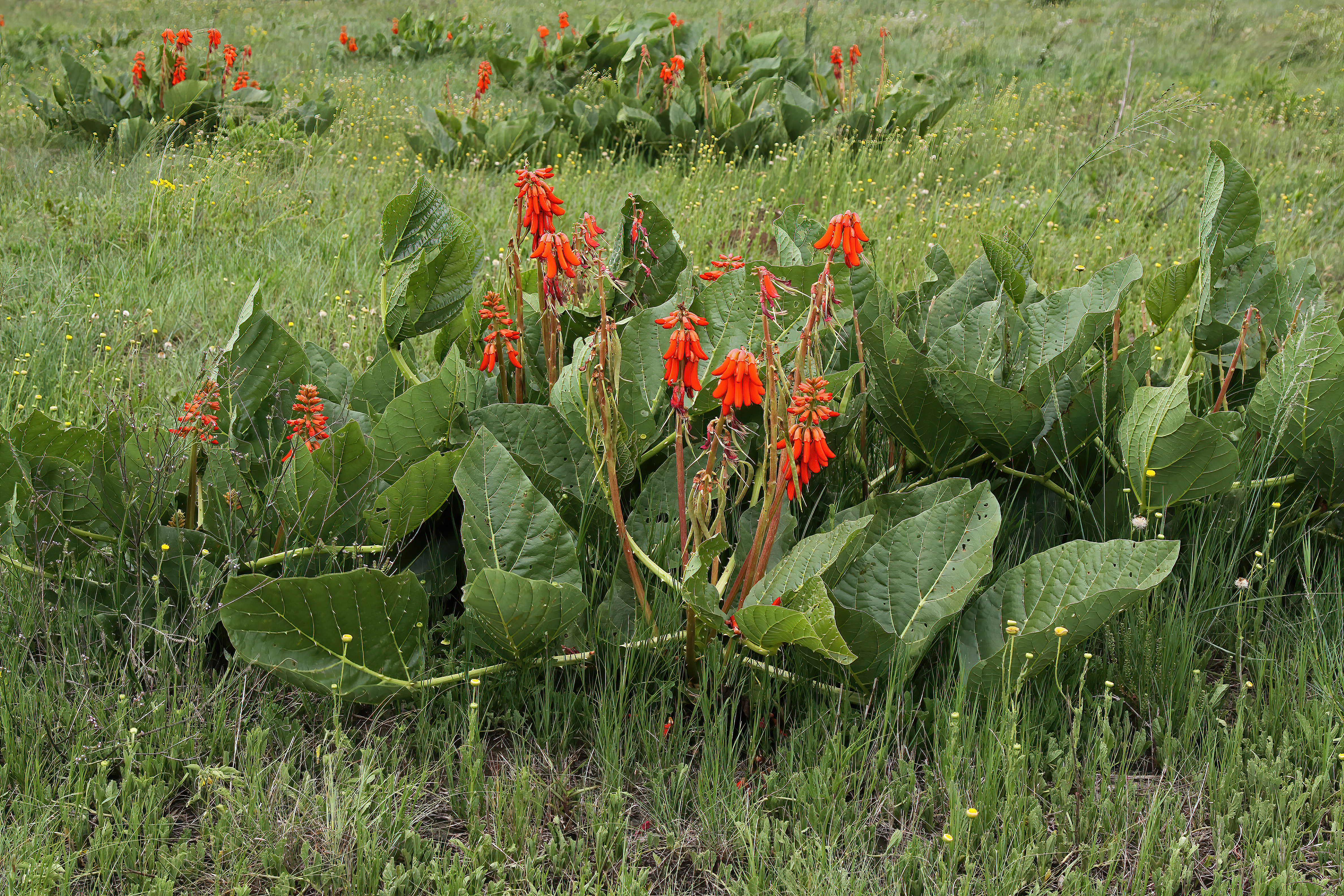
Habitus, Laubblätter und Blütenstände von Erythrina zeyheri im Habitat

### Innere Systematik
Anne Bruneau gliederte 1996 die Gattung Erythrina in fünf Untergattungen mit insgesamt 26 Sektionen:
- Erythrina subgen. Micropteryx (Walp.) F.G.Baker
- Erythrina subgen. Erythrina
- Erythrina subgen. Tripterolobus Barneby & Krukoff
- Erythrina subgen. Chirocalyx (Meisn.) Harv.
- Erythrina subgen. Erythraster Barneby & Krukoff

### Arten und ihre Verbreitung
Die mit 108 bis 127 Arten recht große Gattung Erythrina ist weltweit in den Tropen und Subtropen verbreitet.
- Erythrina abyssinica DC.: Sie kommt im tropischen Afrika und auf Mauritius vor.[6]
- Erythrina acanthocarpa E.Mey.: Sie kommt in Südafrika und in Australien vor.[6]
- Erythrina addisoniae Hutch. & Dalziel: Sie ist im tropischen Afrika in der Elfenbeinküste, in Guinea, Sierra Leone, Ghana, Nigeria und in der Republik Kongo verbreitet.[6]
- Kap-Korallenbaum / Küstenkorallenbaum[7] (Erythrina afra Thunb.):[6] Er kommt in den südafrikanischen Provinzen Ostkap und KwaZulu-Natal vor.
- Erythrina amazonica Krukoff: Sie ist im tropischen Südamerika verbreitet.[6]
- Erythrina americana Mill.: Sie kommt in Mexiko vor.[6]
- Erythrina ankaranensis Du Puy & Labat: Sie kommt auf Madagaskar vor.[6]
- Erythrina arborescens Roxb.: Sie ist von Indien, Bangladesch über Bhutan, Nepal, Myanmar, Thailand bis Tibet und in den chinesischen Provinzen Guizhou, Sichuan, Yunnan sowie Hainan verbreitet.[1]
- Erythrina atitlanensis Krukoff & Barneby: Sie kommt nur in Guatemala vor.[6]
- Erythrina barqueroana Krukoff & Barneby: Sie kommt in Guatemala vor.[6]
- Erythrina batolobium Barneby & Krukoff: Sie kommt in Mexiko vor.[6]
- Erythrina baumii Harms: Sie kommt in Zaire, Angola, Sambia sowie Namibia vor.[6]
- Erythrina berenices Krukoff & Barneby: Sie kommt in Mexiko vor.[6]
- Erythrina berteroana Urb.: Sie kommt von Mexiko bis Venezuela und Peru und auf karibischen Inseln vor.[6]
- Erythrina blakei R.Parker: Sie kommt in Indien und Nepal vor.[6]
- Erythrina breviflora DC.: Sie kommt in Mexiko vor.[6]
- Erythrina brucei Schweinf.: Sie kommt in Äthiopien und Kenia vor.[6]
- Erythrina buchii Urb.: Sie kommt nur auf der Insel Hispaniola vor.[6]
- Erythrina burana Chiov.: Sie kommt in Äthiopien und Kenia vor.[6]
- Erythrina burttii Baker f.: Sie kommt in Kenia und Tansania vor.[6]
- Erythrina caribaea Krukoff & Barneby: Sie kommt in Mexiko und Belize vor.[6]
- Erythrina castillejiflora Krukoff & Barneby: Sie kommt nur in Guatemala vor.[6]
- Erythrina chiapasana Krukoff: Sie kommt in Mexiko und Guatemala vor.[6]
- Erythrina chiriquensis Krukoff: Sie kommt in Nicaragua, Costa Rica und Panama vor.[6]
- Erythrina cobanensis Krukoff & Barneby: Sie kommt nur in Guatemala vor.[6]
- Erythrina cochleata Standl.: Sie kommt in Costa Rica und Kolumbien vor.[6]
- Erythrina coddii Krukoff & Barneby: Sie kommt nur in Simbabwe vor.[6]
- Echter Korallenbaum (Erythrina corallodendron L.): Die etwa zwei Varietäten kommen auf karibischen Inseln vor:[6]
  - Erythrina corallodendron var. bicolor Krukoff[6]
  - Erythrina corallodendron L. var. corallodendron[6]
- Erythrina coralloides DC.: Sie kommt in Mexiko vor.[6]
- Erythrina costaricensis Micheli: Sie kommt in Costa Rica, Panama, Kolumbien und Ecuador vor.[6]
- Gewöhnlicher Korallenbaum oder Hahnenkammbaum (Erythrina crista-galli L.): Er kommt ursprünglich in Südamerika vor.[6]
- Erythrina cubensis C.Wright: Sie kommt nur auf Kuba vor.[6]
- Erythrina decora Harms: Sie kommt nur in Namibia vor.[6]
- Erythrina dominguezii Hassl.: Sie kommt in Brasilien, Argentinien, Paraguay und Bolivien vor.[6]
- Erythrina droogmansiana De Wild. & T.Durand: Sie kommt in Kamerun, Angola, Gabun, Uganda und Zaire vor.[6]
- Erythrina dyeri Hennessy: Sie kommt in Südafrika vor.[6]
- Erythrina edulis Micheli: Sie kommt in Panama, Kolumbien, Ecuador, Venezuela, Peru und Bolivien vor.[6]
- Erythrina eggersii Krukoff & Moldenke: Sie kommt in Puerto Rico und auf den Virgin Islands vor.[6]
- Erythrina elenae R.A.Howard & W.R.Briggs: Sie kommt nur auf Kuba vor.[6]
- Erythrina euodiphylla Hassk.: Sie kommt auf Java und Bali vor.[6]
- Erythrina excelsa Baker: Sie ist im tropischen Afrika verbreitet.[6]
- Erythrina falcata Benth.: Sie kommt ursprünglich in Südamerika vor.[6]
- Erythrina flabelliformis Kearney: Sie kommt in den südlichen US-Bundesstaaten Arizona sowie New Mexico und in Mexiko vor.[6]
- Erythrina florenciae Krukoff & Barneby: Sie kommt in Mexiko und Guatemala vor.[6]
- Erythrina folkersii Krukoff & Moldenke: Sie kommt in Mexiko, Guatemala und Belize vor.[6]
- Erythrina fusca Lour.: Sie ist in der Neotropis, in Tansania, auf Madagaskar und von Indien bis Australien verbreitet.[6]
- Erythrina gibbosa Cufod.: Sie kommt in Honduras, Nicaragua, Costa Rica und Panama vor.[6]
- Erythrina globocalyx Porsch & Cufod.: Sie kommt nur in Costa Rica vor.[6]
- Erythrina goldmanii Standl.: Sie kommt in Mexiko und Guatemala vor.[6]
- Erythrina greenwayi Verdc.: Sie kommt nur in Tansania vor.[6]
- Erythrina grisebachii Urb.: Sie kommt nur auf Kuba vor.[6]
- Erythrina guatemalensis Krukoff: Sie kommt in Guatemala, Honduras und El Salvador vor.[6]
- Erythrina haerdii Verdc.: Sie kommt in Tansania vor.[6]
- Erythrina hazomboay Du Puy & Labat: Sie kommt in Madagaskar vor.[6]
- Erythrina hennessyae Krukoff & Barneby: Sie kommt in Südafrika vor.[6]
- Erythrina herbacea L.: Sie kommt ursprünglich in den Vereinigten Staaten, in Mexiko und auf Java vor.[6]
- Erythrina hondurensis Standl.: Sie kommt möglicherweise ursprünglich in Guatemala, Honduras und Nicaragua vor.[6]
- Erythrina horrida DC.: Sie kommt in Mexiko vor, doch ist die Ursprünglichkeit dort nicht gesichert.[6]
- Erythrina huehuetenangensis Krukoff & Barneby: Sie kommt in Guatemala vor.[6]
- Erythrina humeana Spreng.: Sie kommt ursprünglich in Simbabwe, Mosambik, Eswatini und Südafrika vor.[6]
- Erythrina insularis Bailey: Sie kommt nur in Queensland vor.[6]
- Erythrina johnsoniae Hennessy: Sie kommt in Südafrika vor.[6]
- Erythrina lanata Rose: Sie kommt ursprünglich in Mexiko und Java vor.[6]
- Erythrina lanceolata Standl.: Sie kommt in Nicaragua, Costa Rica und Panama vor.[6]
- Erythrina lanigera P.A.Duvign. & R.Majot-Rochez: Sie kommt in Zaire vor.[6]
- Erythrina latissima E.Mey.: Sie kommt in Simbabwe, Mosambik, Botswana, Eswatini und in Südafrika vor.[6]
- Erythrina leptopoda Urb. & Ekman: Sie kommt nur auf Hispaniola vor.[6]
- Erythrina leptorhiza DC.: Sie kommt in Mexiko vor.[6]
- Erythrina livingstoniana Baker: Sie kommt in Mosambik, Simbabwe, Malawi und in Südafrika vor.[6]
- Erythrina lysistemon Hutch.: Sie kommt in Tansania, Malawi, Mosambik, Simbabwe, Eswatini, Botswana und Südafrika vor.[6]
- Erythrina macrophylla DC.: Sie kommt in Guatemala, Honduras und El Salvador vor.[6]
- Erythrina madagascariensis Du Puy & Labat: Sie kommt auf Madagaskar vor.[6]
- Erythrina megistophylla Diels: Sie kommt nur in Ecuador vor.[6]
- Erythrina melanacantha Harms: Die etwa zwei Unterarten kommen in Äthiopien, Kenia, Tansania, Somalia und auf Sokotra vor.:[6]
  - Erythrina melanacantha Harms subsp. melanacantha[6]
  - Erythrina melanacantha subsp. somala (Chiov.) J.B.Gillett[6]
- Erythrina mendesii Torre: Sie kommt in Angola, Sambia, Namibia und Botswana vor.[6]
- Erythrina merrilliana Krukoff: Sie kommt nur in Papua-Neuguinea vor.[6]
- Erythrina mexicana Krukoff: Sie kommt in Mexiko und Guatemala vor.[6]
- Erythrina microcarpa Koord. & Valeton: Sie kommt in Indonesien und auf den Philippinen vor.[6]
- Erythrina mildbraedii Harms: Sie kommt in Guinea, Elfenbeinküste, Sierra Leone, Liberia, Nigeria, Ghana, Togo, Kamerun, Uganda und Zaire vor.[6]
- Erythrina mitis Jacq.: Sie kommt in Venezuela vor.[6]
- Erythrina montana Rose & Standl.: Sie kommt in den USA und in Mexiko vor. In Mexiko ist die Ursprünglichkeit aber fraglich.[6]
- Erythrina oaxacana (Krukoff)Barneby: Sie kommt in Mexiko vor.[6]
- Erythrina oliviae Krukoff: Sie kommt in Mexiko vor.[6]
- Erythrina orophila Ghesq.: Sie kommt in Zaire vor.[6]
- Erythrina pallida Britton: Sie kommt in Venezuela, St. Vincent und in Trinidad-Tobago vor.[6]
- Erythrina perrieri R.Vig.: Sie kommt auf Madagaskar und den Komoren vor.[6]
- Erythrina peruviana Krukoff: Sie kommt in Ecuador und in Peru vor.[6]
- Erythrina poeppigiana (Walp.) O.F.Cook: Sie kommt in Java, Malaysia und in Peru vor.[6]
- Erythrina polychaeta Harms: Sie kommt nur in Ecuador vor.[6]
- Erythrina pudica Krukoff & Barneby: Sie kommt im südöstlichen Mexiko vor.[6]
- Erythrina pygmaea Torre: Sie kommt nur in Angola vor.[6]
- Erythrina resupinata Roxb.: Sie kommt in Indien vor.[6]
- Erythrina rubrinervia Kunth: Sie kommt von Panama über Kolumbien, Ecuador, Venezuela und Bolivien bis Peru vor.[6]
- Erythrina sacleuxii Hua: Sie kommt in Kenia und Tansania vor.[6]
- Erythrina salviiflora Krukoff & Barneby: Sie kommt nur in Guatemala vor.[6]
- Wiliwili (Erythrina sandwicensis Degener): Sie kommt nur auf Hawaii vor.[6]
- Erythrina santamartensis Krukoff & Barneby: Sie kommt in Kolumbien vor.[6]
- Erythrina schimpfii Diels: Sie kommt nur in Ecuador vor.[6]
- Erythrina schliebenii Harms: Sie kommt nur in Tansania vor.[6]
- Erythrina senegalensis DC.: Sie ist in der Elfenbeinküste, in Gambia, Senegal, Sierra Leone, Liberia, Guinea, Tschad, Benin, Kamerun, Nigeria, Ghana, Guinea-Bissau, Niger, Mali und Togo weitverbreitet.[6]
- Erythrina sigmoidea Hua: Sie kommt im tropischen Afrika vor.[6]
- Erythrina similis Krukoff: Sie kommt in Bolivien, Brasilien und Paraguay vor.[6]
- Erythrina smithiana Krukoff: Sie kommt nur in Ecuador vor.[6]
- Erythrina sousae Krukoff & Barneby: Sie kommt in Mexiko vor.[6]
- Erythrina speciosa Andrews: Sie kommt in Brasilien vor.[6]
- Erythrina standleyana Krukoff: Sie kommt von Mexiko über Guatemala bis Belize und in Kuba vor.[6]
- Erythrina steyermarkii Krukoff & Barneby: Sie kommt in Nicaragua und Costa Rica vor.[6]
- Erythrina stricta Roxb.: Es gibt etwa zwei Varietäten:[1]
  - Erythrina stricta Roxb. var. stricta: Sie ist in Indien, Nepal, Myanmar, Thailand, Kambodscha, Laos, Vietnam, Tibet und in den chinesischen Provinzen Guangxi sowie Yunnan verbreitet.[1] Sie kommt vielleicht auch auf den Lakkadiven vor.[6]
  - Erythrina stricta var. yunnanensis (H.T.Tsai & T.T.Yu ex S.K.Lee) R.Sha (Syn.: Erythrina yunnanensis H.T.Tsai & T.T.Yu ex S.K.Lee): Sie hat seit 2006 den Rang einer Varietät. Dieser Endemit gedeiht auf Berghängen in Höhenlagen von etwa 1400 Metern in Yunnan.[1]
- Erythrina suberosa Roxb.: Sie ist Sri Lanka, in weiten Teilen Indiens, Bhutan, Sikkim, Nepal, Myanmar, Thailand, Kambodscha, Vietnam, Malaysia und auf der Malaiischen Halbinsel verbreitet.[6]
- Erythrina subumbrans (Hassk.) Merr.: Sie kommt im tropischen Süd- und Südostasien, in Yunnan und auf Samoa, Fidschi und Mauritius vor.[1]
- Erythrina sykesii Barneby & Krukoff: Sie kommt in Australien und Neuseeland vor.[6]
- Erythrina tahitensis Nadeaud: Sie kommt nur auf den Gesellschaftsinseln vor.[6]
- Erythrina tajumulcensis Krukoff & Barneby: Sie kommt im südöstlichen Mexiko und Guatemala vor.[6]
- Erythrina tholloniana Hua: Sie kommt in Nigeria, Gabun und Zaire vor.[6]
- Erythrina thyrsiflora Gomez-Laur. & L.D.Gomez: Sie kommt in Nicaragua und Costa Rica vor.[6]
- Erythrina tuxtlana Krukoff & Barneby: Sie kommt in Mexiko vor.[6]
- Erythrina ulei Harms: Sie kommt in Kolumbien, Ecuador, Brasilien, Bolivien und Peru vor.[6]
- Indischer Korallenbaum[7] (Erythrina variegata L.): Er kommt ursprünglich im tropischen Süd- und Südostasien, in China, auf Inseln im Indischen und Pazifischen Ozean, in Tansania, auf Madagaskar, in Australien und Neuguinea vor.[1][6]
- Erythrina velutina Willd.: Sie kommt auf Hispaniola, in Kolumbien, Ecuador, Venezuela, Brasilien und Peru vor.[6]
- Erythrina verna Vell.: Sie kommt in Brasilien und Bolivien vor.[6]
- Erythrina versicolor Bojer: Sie kommt auf Madagaskar vor.[6]
- Erythrina vespertilio Benth.: Sie kommt in Australien und Neuguinea vor.[6][8][9]
- Erythrina vogelii Hook. f.: Sie kommt in der Elfenbeinküste, in Nigeria, Äquatorialguinea und Ghana vor.[6]
- Erythrina warneckei Baker f.: Sie kommt nur in Tansania vor.[6]
- Erythrina williamsii Krukoff & Barneby: Sie kommt in Guatemala und Honduras vor.[6]
- Erythrina zeyheri Harv.: Sie kommt im Simbabwe, Botswana, Lesotho und Südafrika vor.[6]

Hybriden:
- Erythrina ×bidwillii Lindl.[6] Sie ist durch Kreuzung in Kultur Erythrina crista-galli × Erythrina herbacea entstanden.

## Nutzung
Da die meisten Arten eindrucksvolle, rote bis orangenfarbene Blüten tragen, sind einige auch außerhalb ihrer natürlichen Verbreitungsgebiete als Zierpflanzen anzutreffen. In den gemäßigten Gebieten werden sie wegen ihrer Kälteempfindlichkeit fast ausschließlich als Kübelpflanzen (mit frostfreier Überwinterung) kultiviert. Die sukkulenten Arten sind nur selten in Sammlungen zu sehen.

## Historische Literatur
- E. Palmer & N. Pitman: Trees of southern Africa, Balkema, Cape Town, 1972.
- B. A. Krukoff: Notes on Asiatic-Polynesian-Australian species of Erythrina. In: Journal of the Arnold Arboretum, Volume 53, 1972, S. 128–139.
- B. A. Krukoff, R. C. Barney: Conspectus of species of the genus Erythrina. In: Lloydia, Volume 37, 1974, S. 332–459.
- V. M. Toledo: Observations on the relationship between hummingbirds and Erythrina species. In: Lloydia, Volume 37, 1974, S. 482–487.
- K. C. Palgrave: Trees of southern Africa,2. Auflage, Struik Publishers, Johannesburg, 1977.
- B. A. Krukoff: Notes on the species of Erythrina. In: Allertonia, Volume 3, Issue 1, 1982, S. 121–138.
- E. Pooley: Trees of Natal, Zululand and Transkei., Natal Flora Publication Trust, Durban, 1993.